# Lancasteri Filippa dán királyné
Lancasteri Filippa (Peterborough kastély, 1394. június 4. – Vadstena, 1430. január 7.) angol királyi hercegnő, házassága révén dán, norvég és svéd királyné.

## Élete
Édesapja IV. Henrik angol király, John of Gaunt angol herceg és Blanka lancasteri hercegnő fia. Édesanyja Mary de Bohun angol grófnő, Humphrey de Bohunnak, Hereford 7. grófjának és Joan Fitzalannek a leánya. Filippa volt szülei legkisebb gyermeke, egyben második leánya. Filippa édesanyja belehalt leánya megszülésébe 1394 június 4-én. Később édesapja feleségül vette Navarrai Johannát, ő azonban már nem szült gyermekeket férje számára.
Filippa tizenkét évesen, 1406. október 26-án feleségül ment XIII. Erik királyhoz, a kalmari unió örököséhez. Egyik udvarhölgye Katarina Knutsdotter, Svédországi Szent Brigitta unokája volt. Férjével kötött házasságuk hosszú ideig gyermektelen maradt, végül 1429. decemberének végén egy halva született fiút hozott a világra, majd nem sokkal később maga is meghalt. Filippát a vadstenai apátságban temették el.

## Megjelenése játékfilmben
- 2021-ben mutatták be Az észak királynője című, nagyszabású dán mozifilmet, Charlotte Sieling rendezésében, nemzetközi szereplőgárdával. A címszereplő Margit királynőt Trine Dyrholm, Pomerániai Erik királyt Morten Hee Andersen, Filippa hercegnőt Diana Martinová cseh gyermekszínész alakítja. A cselekmény a trónkövetelő Ál-Olaf 1402-es fellépéséből eredő politikai válságot dolgozza fel.